# NEG Micon
NEG Micon war ein dänischer Windkraftanlagen-Hersteller. 

## Geschichte
Die Firma wurde im Jahr 1997 nach einer Fusion zwischen der Nordtank Energy Group (NEG) und der Moerup Industrial Windmill Construction Company (Micon) gegründet.
NEG Micon stieg nach der Gründung schnell zu einem der bedeutendsten Hersteller der Branche auf. Im September 1998 Übernahm das Unternehmen den niederländischen Hersteller NedWind sowie den dänischen Wettbewerber Wind World.
Im Jahr 2004 wurde NEG Micon von Vestas, einem weiteren dänischen Windkraftanlagen-Hersteller aufgekauft und ist seitdem unter diesem Namen tätig. Die Firma produzierte Windkraftanlagen für viele verschiedene Länder, darunter Dänemark, Deutschland, die Vereinigten Staaten, Kanada und Sri Lanka.
NEG Micon stellte über 20 verschiedene Modelle an Windkraftanlagen her, welche in der Windenergiebranche sehr beliebt waren, vor allem die Anlagen der Typen NM-48, NM-52, NM-72 und NM-82. Sie können bis heute in vielen Windparks weltweit gefunden werden.

## Anlagentypen
| Anlagentyp           | Anwendung | Rotordurchmesser (m) | Nennleistung (kW) | Blattlänge (m) | Nabenhöhen (m)       | Technologie | Bild                                                     |
| -------------------- | --------- | -------------------- | ----------------- | -------------- | -------------------- | ----------- | -------------------------------------------------------- |
| NEG Micon NM43/600   | onshore   | 43                   | 600               | 19,04          | 40; 46               | Getriebe    |                                                          |
| NEG Micon NM44/750   | onshore   | 44                   | 750               | 19,04          | 40; 46               | Getriebe    |                                                          |
| NEG Micon NM48/600   | onshore   | 48,2                 | 600               | 23.5           | 50; 60; 70           | Getriebe    |                                                          |
| NEG Micon NM48/750   | onshore   | 48,2                 | 750               | 23.5           | 50; 60; 70           | Getriebe    |                                                          |
| NEG Micon NM52/900   | onshore   | 52,2                 | 900               | 25.5           | 45,5; 49; 61,5; 73,8 | Getriebe    | NEG-Micon-NM52-900-Fecamp                                |
| NEG Micon NM54/950   | onshore   | 54,5                 | 950               | 26,1           | 50; 70               | Getriebe    |                                                          |
| NEG Micon NM60/1000  | onshore   | 60                   | 1000              | 29,1           | 70; 80               | Getriebe    | NEG-Micon-NM60-1000-Bosseborn                            |
| NEG Micon NM64c/1500 | onshore   | 64                   | 1500              | 31.2           | 68; 80               | Getriebe    | NEG-Micon-NM64c-1500-Moorhusen                           |
| NEG Micon NM64/1500  | onshore   | 64                   | 1500              | 31.2           | 68; 80               | Getriebe    | NEG-Micon-NM64-1500-Ablaß                                |
| NEG Micon NM72c/1500 | onshore   | 72                   | 1500              | 35             | 64; 80; 98           | Getriebe    | NEG-Micon-NM72c-1500-Paderborn                           |
| NEG Micon NM72/2000  | onshore   | 72                   | 2000              | 35             | 64; 80               | Getriebe    | NEG_Micon_NM72_wind_turbine_Wulfshagen_near_Eckernförde1 |
| NEG Micon NM80/2500  | onshore   | 80                   | 2500              | 38,8           | 60                   | Getriebe    | NEG-Micon-NM80-2500-Esbjerg                              |
| NEG Micon NM80/2750  | onshore   | 80                   | 2750              | 38,8           | 60                   | Getriebe    | NEG-Micon-NM80-2750-Esbjerg                              |
| NEG Micon NM82/1500  | onshore   | 82                   | 1500              | 40             | 94; 109              | Getriebe    |                                                          |
| NEG Micon NM92/2750  | onshore   | 92                   | 2750              | 44,8           | 80; 104              | Getriebe    |                                                          |
| NEG Micon NM110/4200 | onshore   | 110                  | 4200              | 53             | 124                  | Getriebe    |                                                          |